# Nazionale maschile di Calcio a 8 dell'Italia
La Nazionale italiana di calcio a 8 è la selezione che rappresenta l’Italia nelle competizioni internazionali di calcio a 8 (detto anche calciotto). È gestita dalla Confederazione Calcistica Italiana e dalla Lega Calcio a 8.
Nel 2025, sotto la guida del CT Daniele D’Orto, la nazionale ha conquistato il suo primo trofeo internazionale, la Nations League 2025, schierando in rosa anche alcuni ex giocatori professionisti di Serie A come Antonio Di Natale e Davide Moscardelli.

## Storia
Nel 2025, con la rifondazione della Confederazione Calcistica Italiana presieduta da Andrea Montemurro, la nazionale è stata rilanciata con una rosa che includeva ex calciatori professionisti italiani di Serie A come Antonio Di Natale, Davide Moscardelli e Antonio Floro Flores.

## Rosa attuale
Convocati per la Nations League 2025:

### Portieri
- Giuseppe De Bernardo (Roma Calcio a 8)[2]
- Andrea Bernardini (La Pisana Calcio a 8)
- Luca Pedullà

### Difensori
- Valerio Zigrossi (Atletico Winspeare C8)
- Gabriele Pellegrino
- Edoardo Zeno
- Alessio Del Mastro
- Flavio Caselli
- Alessandro Masella

### Centrocampisti
- Gaetano D’Agostino
- Federico Blandino (La Pisana C8)[3]
- Tiziano Merlonghi (ImprendiRoma C8)
- Lorenzo Silvagni
- Matteo Laurato
- Gabriel D’Ottavi
- Alessio Damiani
- Manuel Parente (La Pisana C8)

### Attaccanti
- Antonio Di Natale (capitano)[4]
- Davide Moscardelli (Alba Roma 1907 C8)[1]
- Antonio Floro Flores

## Convocati per l'amichevole Italia-Serbia (20 luglio 2025)
In occasione dell’amichevole disputata contro la Serbia il 20 luglio 2025 a Smederevo, la rosa è stata integrata da altri giocatori:

### Portieri
- Lorenzo Verdecchia (La Pisana Calcio a 8)

### Difensori
- Edoardo Zeno
- Alessandro Masella
- Manuel Parente
- Luca Raparelli (BVB RealCasa Calcio a 8)

### Centrocampisti
- Matteo Laurato
- Edoardo Catinali (Roma Calcio a 8)
- Tiziano Merlonghi
- Federico Blandino
- Manuel Parente

### Attaccanti
- Marcelinho (Olimpus Roma futsal, naturalizzato)
- Kenta Munaretto (La Pisana Calcio a 8)
- Nicola Cutrignelli (Medica Sud Bari Calcio a 8)

## Nations League 2025
La Nations League 2025 si è svolta il 20 e 21 giugno 2025 al Dabliu Eur di Roma.

### Risultati
- Semifinale: Italia-Francia 3-2 (reti di Laurato, Silvagni e Moscardelli)
- Semifinale: Spagna-Romania 1-0
- Finale: Italia-Spagna 1-1 (5-4 d.c.r.)

L’Italia ha conquistato così il primo titolo europeo, grazie ai rigori trasformati da Di Natale e Moscardelli e alla parata decisiva di De Bernardo.

## Amichevoli internazionali

### Italia-Serbia (20 luglio 2025)
Il 20 luglio 2025 la nazionale ha disputato un’amichevole contro la Serbia a Smederevo, come preparazione al Mondiale in Brasile. L’incontro, organizzato dalla Confederazione Calcistica Italiana e dalla Lega Calcio a 8, è stato un test match verificare la condizione atletica e integrare nuovi innesti. Il risultato finale è stato di 2-1 per gli azzurri e i marcatori della partita per l'Italia sono stati Merlonghi e Zeno.

## Prossimi impegni
L’Italia parteciperà al Mondiale di calcio a 7 in Brasile (Curitiba, agosto 2025), in rappresentanza della FIF7.